# Suore orsoline del Sacro Cuore di Gesù
Le Suore Orsoline del Sacro Cuore di Gesù (sigla O.S.C.) sono un istituto religioso femminile di diritto pontificio.

## Storia
La congregazione fu fondata da Ignazia Isacchi: appartenente alla congregazione delle suore orsoline di San Girolamo, il 5 settembre 1893 con sei consorelle si stabilì a Gazzuolo, dove le religiose erano state chiamate dalla contessa Bianca Stanga per l'assistenza alla gioventù femminile del paese.
Geremia Bonomelli, vescovo di Cremona, accolse le suore in diocesi e le rese autonome dalla casa-madre: il 7 dicembre 1893 ebbe luogo l'erezione del nuovo istituto in congregazione di diritto diocesano.
La casa-madre della congregazione fu trasferita da Gazzolo ad Asola nel 1917 e nel 1924 la Isacchi, ormai inferma, fu sostituita come superiora generale da Margherita Lussana, ritenuta cofondatrice dell'istituto.
La congregazione ricevette il pontificio decreto di lode il 7 febbraio 1947.

## Attività e diffusione
Le suore si dedicano all'istruzione e all'educazione cristiana della gioventù e all'assistenza ai malati.
Oltre che in Italia, la congregazione è attiva in Burundi; la sede generalizia è ad Asola.
Alla fine del 2015 l'istituto contava 84 religiose in 16 case.